# Языки Ирландии
Ирландия — многоязычная страна, одним из основных языков в которой является ирландский язык (владеют 42 % населения, признают родным языком 11 %). С конца XIX века долгое время основным языком страны был английский (на данный момент владеют 94 % населения, при этом 68 % из признающих английский неродным оценивают свои разговорные навыки на нём как очень хорошие), а на ирландском говорила лишь малая часть населения; согласно Конституции Ирландии оба этих языка являются официальными. И ирландский (c 1 января 2007 года), и английский язык являются официальными языками Евросоюза.
К самым часто встречающимся неофициальным языкам Ирландии относится французский (владеют 20 % населения), из-за чего его считают самым полезным для изучения 58 % населения (вообще французский признают полезным для изучения 64 % населения). 34 % населения знает какие-либо языки помимо родного (что означает, что 66 % населения не владеет иностранными языками). 65 % населения считает, что их земляки недостаточно хорошо владеют языками, 64 % считают, что иностранные языки стоит учить, при этом 85 % горожан не используют иностранные языки в повседневной жизни.